# Gentee
Le Gentee est un langage de haut niveau dont la syntaxe ressemble au C et C++. Il permet de compiler le code source sous une machine virtuelle pour pouvoir l'exécuter sans être obligé de le transformer en exécutable. Mais on peut le compiler sous la forme « *.exe » par la suite pour pouvoir l'exécuter directement sous Windows sans la présence du langage sur le disque dur. Les fichiers portant l'extension « *.g » sont des fichiers sources et ceux portant l'extension « *.ge » sont des bibliothèques.

## Histoire
L'auteur du Gentee, Alexey Krivonogov, a eu l'idée de créer son propre langage en 1990. En 2002, son frère le rejoint et ils créent ensemble le prototype du Gentee. En 2003, ils arrêtent le développement de leurs autres projets pour se consacrer entièrement au Gentee. C'est sur Internet, le 1er novembre 2004, que sort la première version de ce langage. Cette date est considérée par les auteurs comme le jour de la naissance du Gentee. En juin 2006, ils créent une version pour Linux et ce langage devient open source. Le 13 juillet 2009 est sortie la version 3.6.

## Hello World
Le programme « hello world » ressemble à ceci :
```
 
func
 
hello
 
<
main
>

 
{

   
print
(
 
"Hello, World!"
 
)

   
getch
()

 
}

```

Il n'est pas obligatoire d'inclure des bibliothèques en début de programme comme en C ou en C++ mais on peut le faire avec la fonction « include ». On peut aussi créer des bibliothèques. On remarque la disparition des points-virgules à la fin des lignes de commandes.

## Les librairies
- clipboard.ge
- gui.ge
- odbc.ge
- tree.ge
- csv.ge
- ini.ge
- olecom.ge
- xml.ge
- dbf.ge
- input.ge
- registry.ge
- gt.ge
- intrenet.ge
- thread.ge

## Sources
Fichier d'aide à la programmation en Gentee